# 宽阔水拟小鲵
宽阔水拟小鲵（学名：Pseudohynobius kuankuoshuiensis）一种分布于中华人民共和国贵州省绥阳县寬闊水國家級自然保護區的两栖动物，隶属于小鲵科拟小鲵属。

## 形态特征
宽阔水拟小鲵全长约160毫米。头部扁平，躯干圆柱状，头长与头宽之比大于1.55.体背紫褐色，具有土黄色不规则近圆形斑点。